# Muzeum v Kamenici u Jihlavy
Muzeum v Kamenici u Jihlavy je muzeum v Kamenici, umístěno je v rekonstruované bývalé tvrzi v Kamenici, čp. 20. Založeno bylo v roce 2012, zřizovatelem je městys Kamenice.

## Historie
Tvrz, ve které sídlí muzeum, byla založena přibližně ve 14. století, v té době měla podobu gotické věže. V 16. století byla přestavěna do renesanční podoby a získala další patro a sgrafita. V té době patřila soukromým majitelům, prvním majitelem měl být Jiřík Krejčí, později tvrz měnila majitele a v roce 1816 tvrz získal do svého majetku Václav Hrdlička. Jeho potomci v roce 1959 prodali bývalou tvrz městu, které v ní později, po rekonstrukci v sedmdesátých letech 20. století, otevřelo muzeum.

## Expozice
V první místnosti expozice je vystaven hodinový stroj z roku 1845 z kostela sv. Jakuba Většího, zvonová stolice, původní dřevěné roury z vodovodu z 16. století, vystaveny jsou i další předměty, jako např. stroj pro výrobu zmrzliny či další předměty. V místnosti druhé jsou uvedeny informační panely s místní florou a faunou, uprostřed jsou ukázány příklady zvířat z okolí městysu. Ve třetí místnosti je ukázána figurína Kateřiny z Valdštejna v dobovém oblečení, jsou uvedeny panely s informacemi z historie městyse Kamenice, dobové kalendáře a další dokumenty z historie. Na chodbě v druhém poschodí tvrze jsou uvedeny panely z novější historie, převážně od doby třicetileté války do druhé světové války. Ve čtvrté místnosti jsou uvedeny dokumenty o poddanství a další historii města. V poslední místnosti jsou uvedeny informace o rodácích z městyse Kamenice, především jsou v expozici informace o Vincencovi Kramářovi, Antonii Zalabové, Františce Kyselkové či Janu Koldovi.